# 2013년 대한민국
다음은 2013년 대한민국에서 일어났던 사건들을 정리해 놓은 문서이다.

## 사건

### 1월
- 1월 1일
  - 대한민국이 오스트레일리아, 아르헨티나, 룩셈부르크, 르완다와 함께 국제 연합 안전 보장 이사회의 비상임 이사국이 되었다.
  - 경산역에 KTX가 1일 4회 (상하행 각 2회)로 정차하기 시작하다.
- 1월 2일 - 제주특별자치도 서귀포시 성산읍 동쪽 39 km 해역에서 규모 2.4의 지진이 발생하다.
- 1월 3일 - 서울고등법원이 2012년 1월 일본 야스쿠니 신사에 불을 지른 류창을 정치범으로 판단해 일본 정부의 범죄인 인도 요청을 기각하다.
- 1월 5일 - 새마을호 PP동차가 마지막 운행을 함에 따라 25년만에 역사속으로 사라지다.
- 1월 9일 - 민주통합당의 비상대책위원장으로 문희상이 선출되다.
- 1월 10일 - 한국은행 금융통화위원회가 기준금리를 2.75%로 동결하다.
- 1월 15일
  - 서울특별시 강서구 외발산동 영인운수 버스차고지에서 방화로 추정되는 불이 나 38대의 버스가 전소하였다.
  - 대통령직 인수위원회가 정부조직 개편안을 발표하였다. 새 정부 조직을 17부 3처 17청으로, 미래창조과학부와 해양수산부를 신설하기로 결정하였다.
- 1월 16일
  - 대법원은 수원 토막 살인 사건의 피의자 오원춘에 대한 상고심에서 무기징역을 확정하였다.
- 1월 18일 - 제주특별자치도 서귀포남쪽 720 km, 중화인민공화국 푸젠성 134마일 해상에서 3005 황금호가 화재로 침몰해 한국인 4명이 사망하였다.
- 1월 23일 - 이명박 대통령이 택시법에 대해 거부권을 행사하였다.
- 1월 24일 - 서울중앙법원에서 긴급조치위반으로 옥고를 치르다 사망한 고 장준하에 대해 39년만에 무죄를 선고했다.
- 1월 25일 - 울산 자매 살인 사건의 용의자인 김홍일이 사형을 선고받았다.
- 1월 26일 - 충청북도 영동군 남서쪽 9 km 지점에서 규모 2.4의 지진이 발생하였다.
- 1월 29일 - 대한민국 강원도 평창에서 2013 동계 스폐셜 올림픽이 개막하였다.
- 1월 30일 - 대한민국 전라남도 고흥군 외나로도에서 정 정각 4시에 나로호가 3차 발사에 성공하였다.

### 2월
- 2월 5일 - 대한민국 거창군 북북동쪽 11 km 지역에서 규모 3.5의 지진이 발생하였다..
- 2월 17일 - 서울특별시 종로구 인사동 255번지 식당 3층에서 큰 화재가 일어났다.
- 2월 25일
  - 대한민국 제17대 대통령 이명박 임기가 종료되었다. 같은 날 제18대 대통령 박근혜 임기가 시작되어 국회의사당에서 취임식을 진행했다.
  - 경원선 성북역이 50년만에 광운대역으로 역명이 변경되었다.

### 3월
- 3월 5일
  - 조선민주주의인민공화국 최고사령부가 2013년 3월 11일부로 정전협정을 백지화하겠다고 선언하였다.
  - 중화민국 타이중시에서 열린 2013년 월드 베이스볼 클래식에서 대한민국 야구대표팀이 예선 탈락하였다.
- 3월 6일 - 재형저축이 18년만에 부활하였다.
- 3월 7일
  - 강동희 원주 동부감독이 프로농구 승부조작 혐의로 구속영장을 신청하였다.
- 3월 9일
  - 서울의 낮 최고 기온이 23.8도, 전주와 제주도가 28도를 기록하는 등, 대한민국에서 기상 관층 사상 가장 높은 3월 기온을 기록했다.
  - 전라북도 군산시 어청도 13마일 해점에서 조업 중이던 201 현승호에서 화재가 발생 9명이 사망하였다.
  - 경상북도 포항시 북구 용흥동 탑산에서 산불이 발생해 1명이 숨지고 14명이 부상당했다. 또 산불은 10일 오전, 17시간 만에 완전히 진화되었다.
- 3월 11일 - 대한민국과 미국의 연합훈련인 키리졸브 연습이 시작되었다.
- 3월 13일 - 용산 국제업무지구 개발 사업의 시행사가 52억 채무 불이행으로 인해 부도 처리되었다.
- 3월 14일 - 전라남도 여수시에서 국가산업단지 대림산업 HDPE공장 폭발사고가 발생 8명이 사망하고 11명이 부상을 입었다.
- 3월 17일 - 김연아가 2013년 국제빙상경기연맹 세계 선수권 대회에서 4년만에 우승을 차지하였다.
- 3월 17일 - 새누리당과 민주통합당이 정부조직법 개정을 극적으로 타결시켰다.
- 3월 20일 - KBS, MBC, YTN, 신한은행, 농협 등 방송사와 금융계열 은행 전산망이 대규모로 마비되는 사태가 일어났다. (3·20 전산 대란)
- 3월 21일 - 헌법재판소는 긴급조치 1호, 긴급조치 2호, 긴급조치 9호에 대해서 39년 만에 위헌결정을 내렸다. 하지만 유신헌법 53조는 심판하지 않았다.
- 3월 22일 - 정부조직법 개정안이 국회에서 통과되었다.
- 3월 27일 - 조선민주주의인민공화국이 남북 군통신선을 차단하였다.
- 3월 28일
  - 미국에서 출격한 B-2폭격기가 대한민국에서 폭격훈련을 하고 돌아갔다.
  - 중앙선 문수역 ~ 마사역 구간이 이설되었다.
  - 평택시흥고속도로가 개통되었다.
- 3월 30일 - KBO 리그가 개막되었다. 이어서 제9구단인 NC 다이노스가 참가하였다.

### 4월
- 4월 1일 - 대한민국 정부가 양도소득세 면제와 보금자리주택 공급 축소 등을 포함한 부동산 대책을 발표했다.
- 4월 2일 - 한국프로야구 제 9구단 NC 다이노스 1군 첫 경기가 창원 마산야구장에서 열렸다.
- 4월 3일 - 조선민주주의인민공화국이 대한민국 국민의 개성공단 진입을 차단했다.
- 4월 8일
  - 조선민주주의인민공화국이 개성공단에서 일하는 북측 근로자들을 철수시키겠다고 선언했다.
  - 용산개발사업의 최대 주주인 코레일 이사회가 시행사와의 계약 해제와 사업 청산을 결정했다.
- 4월 11일
  - 대한민국 통일부가 "북한 당국은 대화의 장으로 나오기를 바란다"는 내용의 성명 발표했다.
  - 대구광역시와 경상북도 지역에서 70년만의 4월 적설이 기록됐다.
- 4월 19일 - 서울특별시에서 심야버스(올빼미버스) 시범 운행을 시작하였다.
- 4월 23일 - 에이핑크의 멤버 홍유경이 팀을 떠났다.
- 4월 24일 - 2013년 대한민국 재보궐 선거 (상반기)가 실시되었다.
- 4월 25일 - 통일부가 조선민주주의인민공화국에 개성공단 문제에 관한 회담을 제의했다.
- 4월 26일
  - 통일부가 조선민주주의인민공화국이 회담 제의를 거절함에 따라 개성공단의 잔류 인원을 철수시키기로 했다.
  - 에버라인의 기흥역 - 전대역 구간이 개통되었다.

### 5월
- 5월 4일 - 국보 1호인 숭례문이 성곽까지 복원을 완료, 재개장하였다.
- 5월 8일 - 박근혜 대통령을 수행해 미국으로 갔던 청와대 대변인 윤창중이 주미대사관 소속 인턴 여직원 성추행 의혹으로 전격 경질되었다.
- 5월 9일 - 아메리칸 항공에서 인천국제공항행 노선을 신설하였다. 인천공항에는 세계 거대 항공사 5개(아메리칸 항공, 델타 항공, 유나이티드 항공, 루프트한자, 에미레이트 항공)가 모두 취항하게 되었다.
- 5월 11일 - 전 청와대 대변인 윤창중이 기자회견을 갖고 인턴에 대한 성추행 의혹을 부인하였다.
- 5월 16일
  - 제주특별자치도 서귀포시에서 살인 진드기바이러스 감염환자가 발생 1명이 사망하였다.
  - 대법원은 긴급조치 1호, 긴급조치 9호에 이어 긴급조치 4호도 위헌 판결을 내렸다.
- 5월 18일 - 인천광역시 옹진군 백령도 남쪽 44 km 해역에서 규모 6.0의 지진이 발생하였다.
- 5월 29일 - 103년 역사를 가진 진주의료원이 폐업하였다.

### 6월
- 6월 8일
  - 광주광역시 동구 동남동 3km지점에서 규모 2.7의 지진이 발생하였다.
  - 우즈베키스탄 타슈켄트에서 손연재가 리듬체조 아시아 선수권 3관왕을 차지하였다.
  - 소녀시대가 《2013 Girls' Generation World Tour - Girls & Peace》라는 타이틀로 세번째 단독콘서트를 개최하였다.
- 6월 9일 - 대한민국과 조선민주주의인민공화국이 판문점에서 수석대표 회의를 가지다.
- 6월 10일 - 미국 뉴욕 피츠버그에서 LPGA 챔피언쉽 대회 마지막 날에 박인비가 올 시즌 메이저 대회 우승을 차지하였다.
- 6월 11일 - 대한민국과 조선민주주의인민공화국이 실무 회담을 개최하다.
- 6월 13일
  - 진주의료원 폐업 조례에 대해 보건복지부가 재의를 요구하고, 국회는 국정조사를 열기로 하다. 이에 홍준표 경상남도지사는 재의 요구와 국정조사 증인 출석을 거부하다.
  - 한국은행 금융통화위원회가 기준금리를 2.50%로 동결하다.
- 6월 14일
  - 지난 5월 20일 전주지방검찰청 남원지청에서 조사를 받던 중 달아난 탈주범 이대우가 26일 만에 부산광역시 해운대에서 붙잡혔다
  - 한국프로야구 삼성 라이온즈의 이승엽이 NC 다이노스와의 경기에서 350호 만루홈런을 날렸다.
- 6월 15일 - 한국일보의 사측이 노사 갈등 끝에 편집국을 폐쇄하다.
- 6월 18일
  - 에티오피아 항공이 인천국제공항으로 가는 노선을 신설하여 인천국제공항발 사하라 이남 아프리카행 항공 노선이 2개로 늘어났다.
  - 대한민국 축구 국가대표팀이 8회 연속으로 브라질 월드컵 본선에 진출하였다.
  - 난중일기와 새마을 운동 기록물이 유네스코 세계기록유산에 등재되었다.
- 6월 20일 - 삼성 라이온즈 소속 이승엽이 개인 통산 최다 352호 홈런을 날렸다. 이는 한국 선수 최다 신기록이었다.
- 6월 24일 - 박인비가 LPGA 아칸소 챔피언쉽에서 유소연을 꺾고 우승하였다.
- 6월 27일
  - 전두환 추징법이 반대 2표, 기권 4표로 국회 본회의에 통과하였다. 이로서 이 법은 2020년 10월까지 시효가 연장된다.
  - 중부내륙고속도로 남여주 나들목 구간이 개통되었다.

### 7월
- 7월 1일
  - 한국거래소가 KRX 스퀘어에서 중소기업 주식시장인 코넥스를 개장했다.
  - 대한민국 민법상 성년의 기준 연령이 종전의 만 20세에서 현행의 만 19세로 하향 조정되었다.
- 7월 3일 - 긴급조치 9호 위반 혐의로 실형을 선고받은 고 김대중 전 대통령과 문익환 목사가 36년 만에 무죄를 받았다.
- 7월 6일 - 대한민국과 조선민주주의인민공화국이 판문점 통일각에서 개성공단 정상화를 원칙적으로 합의하였다.
- 7월 7일 - 아시아나항공 214편 보잉 777여객기가 샌프란시스코 공항 활주로에서 추락하였다.
- 7월 10일 - 서울고등법원 민사 19부는 일제강점기때 신일본제철 강제징용을 당한 피해자 4명에게 각각 1억원씩 4억원을 배상하라고 판결하였다. 이는 법원이 일본 기업에게 강제징용 피해자들에 대한 첫 판결이었다.
- 7월 11일 - 인천광역시 청라지구에서 서울특별시 강서구 가양동까지 BRT가 운행을 하기 시작하였다.
- 7월 12일 - 대법원은 베트남전 파병 장병들이 고엽제피해를 입었다는 이유로 미국 다우캐미컬과 몬산토제조사를 상대로 손해배상 소송을 제기한 끝에 14년 만에 원고 일부 승소로 판결한 원심을 깨고 사건을 서울고등법원으로 파기 환송하였다. 이는 세계에서 처음이었다.
- 7월 15일 - 서울특별시 동작구 노량진동 상수도관 공사 현장에서 갑자기 한강물이 유입되어서 1명이 숨지고 6명이 실종되었다. 이후 수색작업을 벌인 결과 6명 모두 시신으로 발견되었다.
- 7월 16일 - 백열전구가 내년부터 생산,수입이 금지되었다.
- 7월 18일
  - 국방부가 연예병사제도를 16년만에 폐지하였다.
  - 충청남도 태안군에서 해병대 캠프에 참가했던 공주사대부속고등학교 학생 중 5명이 해상훈련을 하다가 급류에 흽쓸려 실종되었다. 이후 실종자 5명 전원이 시신으로 발견되었다.
- 7월 19일 - 광주광역시가 2019년 세계수영선수권대회 유치에 성공하였다.
- 7월 29일
  - 일본 혼슈 산악지역 중앙 알프스에서 한국인 단체 등산객 5명이 조난되었다. 이 사고로 2명이 죽고, 3명이 실종되었다.
  - 마포대교에서 투신한 한국의 인권 운동가 성재기의 시신이 오후 4시 10분경 서강대교 남단 150m 지점에서 발견되었다.
- 7월 30일 - 방화대교 공사중에 올림픽대로에서 방화대교로 진입하는 접속 구간으로 공사에 투입된 중장비가 넘어지면서 접속도로를 쳐 도로가 무너져서 1명이 사망, 2명이 부상당하는 사고가 일어났다.

### 8월
- 8월 1일 - 아시아나항공이 인천국제공항내 최대규모인 제2격납고를 개장하였다.
- 8월 3일
  - 경기도 연천군 서부전선 육군 최전방 GOP초소에서 수류탄폭발 사고로 1명이 죽고, 1명이 다치는 사고가 발생하였다.
  - LA 다저스의 류현진이 시카고 컵스와의 원정경기에서 선발 등판해 메이저 리그 첫 해에 10승을 달성하였다.
- 8월 5일 - 대한항공 보잉 737기가 일본 니가타 공항에서 활주로를 이탈하였다. 승객과 승무원 116명은 무사하였다.
- 8월 11일
  - 필리핀 마닐라에서 열린 제27회 아시아 농구선수권대회 3-4위 결정전에서 대한민국 대표팀이 중화민국 대표팀을 75-57로 완승을 거두어 16년만에 2014년 스페인 농구 월드컵에 진출했다.
  - 홍순상이 한국 프로골프 투어에서 2년만에 우승을 차지하게 되었다.
- 8월 12일
  - 인천국제공항공사가 11억 달러 규모의 미얀마신공항 개발 사업에서 우선협상대상자로 선정되었다.
  - 평택제천고속도로의 대소 분기점-충주 분기점 구간(27.9 km)이 개통되었다.
- 8월 13일 - 경상남도 거제시 대우조선해양 옥포조선소에서 박근혜 대통령이 참석한 가운데 대한민국 해군의 물 속의 유도탄 기지라 불리는 최신예 잠수함인 김좌진함이 진수되었다.
- 8월 14일 - 대한민국과 조선민주주의인민공화국이 판문점에서 개성공단과 관련해 5개 조항 합의서를 133일만에 타결했다.
- 8월 21일 - 경상남도 창원시 현대로템 공장에서 3세대 KTX가 첫 선을 보였다. 이 차량은 2015년부터 호남고속철도에 투입될 예정이다.
- 8월 25일 - 충청북도 충주시에서 2013년 세계조정선수권대회가 개막하였다.
- 8월 28일 - 광주광역시 광산구 신촌동 신야촌 상공에서 비행훈련 중이던 공군 제 1전투비행사 소속 T-50공군 훈련기가 추락해 2명이 사망하였다.
- 8월 31일 - 대구광역시 대구역에서 무궁화호와 KTX가 추돌사고가 발생하였다. 이 사고로 경부선 상하행선이 전면 중단되었다.

### 9월
- 9월 4일 - 노태우 전 대통령이 미납 추징금 230억원을 자진 납부하였다. 이로서 16년만에 노태우 비자금사건은 종결하였다.
- 9월 7일 - 서울특별시 종로구 서린동 청계천 광통교에서 김조광수 감독과 김승환 대표가 결혼식을 하였다. 이는 대한민국최초의 동성 결혼식으로 기록되었다.
- 9월 10일 - 전두환 전 대통령의 장남인 전재국이 대국민 사과와 함께 미납 추징금 1672억원을 완납하겠다고 밝혔다.
- 9월 12일 - 서울외곽순환고속도로 의정부 나들목 인근에서 9중 추돌사고가 발생해 2명이 사망하고 19명이 부상을 입었다.
- 9월 23일
  - 대구 대명동 가스 폭발 사고가 발생했다.
  - 경기도 여주군이 여주시로 승격됨과 동시에 여주읍이 폐지되었다.
- 9월 25일 - 1971년 창설 이래 42년간 운영되오던 전투경찰 제도가 폐지되었다.

### 10월
- 10월 3일 - 서울특별시에서 ISU 쇼트트랙 월드컵이 개막하였다.
- 10월 6일 - 전라남도 영암군에서 열린 포뮬러원 그랑프리에서 제바스티안 페델이 3년 연속 우승을 차지하였다.
- 10월 8일 - 제주도와 동해안, 남해안에 제24호 태풍 다나스의 영향으로 최대 200mm가 넘는 강수량을 기록하였다. 대한민국은 15년 만에 10월에 태풍의 영향을 받게 되었다.
- 10월 9일 - 한글날이 공휴일로 다시 지정되었다.
- 10월 10일 - 삼성전자가 휘어지는 스마트폰인 갤럭시 라운드를 출시하였다.
- 10월 11일 - 경상북도 영덕군 동북동쪽 22 km 해역에서 규모 3.6의 지진이 발생하였다. 이 지진으로 인해 대구와 포항에서도 진동이 감지되었다.
- 10월 12일 - 대한민국과 인도네시아가 올해 안에 포괄적 경제동반자협정을 체결하기로 합의하였다.
- 10월 15일 - 미국 메이저 리그 세인트루이스 카디널스와 LA 다저스간의 경기에서 류현진이 포스트 시즌 첫 승리를 달성하였다.
- 10월 16일 - 경상북도 포항시 영일만 앞바다에서 발생한 파나마국적 선박 침몰 사고로 선원 7명이 생존하고 8명이 사망하였다.
- 10월 18일 - 제94회 전국체육대회가 인천광역시에서 개막하였다.
- 10월 19일 - FA컵 2013 대회 결승전에서 포항 스틸러스가 전북 현대를 1-1(PK 4:3)으로 꺾고 대회 2연패를 차지하였다.
- 10월 20일 - 두산 베어스가 LG 트윈스를 5대 1로 꺾고 한국시리즈에 진출하였다.
- 10월 24일 - 울산광역시 울주군에서 울산 울주군 여아 학대 사망사건이 발생했다. 이 사건으로 8살난 의붓딸이 계모의 상습적인 학대로 사망하였다.

### 11월
- 11월 1일
  - 근로정신대 할머니들이 미츠비시 중공업을 상대로 소송을 벌인지 14년 만에 대한민국 법원에서 원고 승소판결을 내렸다.
  - 프로야구 한국시리즈 7차전에서 삼성 라이온즈가 두산 베어스를 7대 3으로 꺾고 3년 연속 우승을 차지하였다.
- 11월 2일 - 포항운하가 개통되었다.
- 11월 4일 - 경춘선 복선전철이 상봉역에서 광운대역으로 연장운행 하였다. 이는 출퇴근 시간으로만 제한된다.
- 11월 7일 - 2014학년도 대학수학능력시험이 실시되었다. 이 시험은 처음이자 마지막인 수준별 수능 시험이다.
- 11월 9일 - AFC 챔피언스리그 2013 결승전에서 FC 서울이 원정 다득점 원칙에 의해 준우승을 하였다.
- 11월 10일 - 울산광역시 울주군 온산 앞바다에 정박 중인 SK 에너지소속 대형 유조선에서 원유 이송관이 파열되어서 기름이 유출되었다. 다행히도 울산해양경찰청의 방제작업으로 수습되면서 마무리 되었다.
- 11월 13일 - 경상북도 영덕군 병곡면 고래불해수욕장 부근 상공을 비행 중이던 한서대학교소속 경비행기가 추락해 3명이 숨졌다.
- 11월 16일 - 서울특별시 강남구 삼성동 아이파크에서 LG 전자소속 헬기가 충돌해서 2명이 사망하였다. 아파트 주민들은 미리 대피해서 인명피해가 없었다.
- 11월 19일 - 안전행정부가 일제강점기 관동대지진 학살사건, 강제징용, 삼일운동 피살자 명부를 최초 공개하였다.
- 11월 23일 - 중화인민공화국 정부가 동중국해에 방공식별구역을 선포하였다. 이 영역에 이어도가 포함되어 있어서 정부의 반발을 불러일으켰다.
- 11월 26일
  - 서울특별시 구로구 구로디지털단지에서 화재가 일어나 2명이 사망, 9명이 부상하였다.
  - 충청남도 당진시 현대제철 현대그린파워발전소에서 가스가 누출되 1명이 사망하고 8명이 부상하였다.
- 11월 27일 - 부산광역시 영도구와 중구를 연결하는 영도대교가 47년만에 도개교로 개통되었다.
- 11월 30일 - 분당선의 망포역 ~ 수원역 구간 개통으로 전 구간이 개통되었다.

### 12월
- 12월 1일 - K리그 클래식 2013에서 포항 스틸러스가 울산 현대와의 리그 최종전 원정 경기에서 역전우승을 차지하며 K리그 출범 30년 사상 처음으로 리그와 FA컵을 한 해에 다 들어올리는 더블을 달성했다.
- 12월 5일
  - 대한민국과 오스트레일리아 간의 자유무역협정 협상이 타결되었다.
  - 브라질에서 개최된 FIFA 집행위원회에서 2017년 FIFA U-20 월드컵을 대한민국이 유치에 성공하였다.
- 12월 6일 - 2014년 FIFA 월드컵 조추첨식에서 대한민국이 벨기에, 러시아, 알제리와 함께 H조에 편성되었다.
- 12월 7일
  - 방공식별구역이 62년만에 확장되었다. 확장구역은 이어도, 홍도, 마라도까지 포함되었다.
  - 크로아티아 자그레브에서 열린 골든 스핀 오브 자그레브 피겨스케이팅 경기에서 김연아 선수가 우승하였다.
- 12월 9일 - 코레일 철도노동조합이 파업에 들어갔다.
- 12월 10일 - 고려대학교 학생이 안암동 정경대 후문에 붙인 ‘안녕들 하십니까?’라는 제목의 대자보가 큰 반향을 불러일으켰다.
- 12월 12일
  - 한국항공우주산업은 이라크에 훈련기 겸 공격기인 T-50 24대를 수출하였다. 역대 방산 수출로는 최대 규모였다.
  - 경상북도 의성군 중앙선 비봉역과 탑리역 사이에서 화물열차가 탈선하였다. 이 사고로 기관차를 제외한 12번째 화차가 선로를 이탈하여 선로 일부가 파손되었다.
- 12월 19일 - 부산광역시 영도구 영선동 남북항대교 접속도로 공사현장에서 붕괴사고가 발생해 4명이 사망하였다.
- 12월 20일 - KBS 연예대상에서 신동엽이 대상수상하였다.
- 12월 22일 - 경찰은 서울특별시 서대문구 정동에 있는 경향신문 본사에서 민주노총과 대치하였으나 노조위원장은 찾지 못했다.
- 12월 29일 - MBC 방송연예대상에서 <아빠? 어디가!>가 대상수상하였다.
- 12월 30일
  - 새누리당과 새정치민주연합, 노조가 국회의 철도발전소위원회를 구성하고 철도파업에 철회하는 내용의 합의문에 사인하였다.
  - SBS 연예대상에서 김병만이 대상을 수상하고, MBC연기대상에서 하지원이 대상을 수상하였다.
  - KBS 연기대상에서 김혜수는 대상을 수상하고, SBS연기대상에서 이보영이 대상을 수상하였다.

## 사망
- 1월 5일 - 조직폭력배 김태촌
- 1월 6일 - 전 야구선수 조성민
- 1월 30일 - 소설가 김지원
- 2월 11일 - 가수 임윤택
- 2월 12일 - 사진작가 최민식
- 2월 19일 - 영화감독 박철수
- 2월 22일 - 가수이자 탤런트 성인규
- 3월 12일 - 연극배우 강태기
- 3월 17일 - 대금, 아쟁 명인 서용석.
- 3월 29일 - 연기자 김수진
- 4월 1일 - 가수 겸 MC 박상규
- 4월 8일 - 사진작가 보리
- 4월 9일 - 독립운동가 구익균
- 5월 6일 - 워크 래프트 3 프로게이머 박승현
- 5월 17일 - 사회기관단체인 박영숙
- 5월 18일 - 전 국무총리 남덕우
- 5월 26일 - 예술기관단체인 김주호
- 5월 30일 - 전 방송인 이종환
- 6월 4일 - 전 음반사대표 변두섭
- 6월 5일 - 원불교 원정사 김윤남
- 6월 8일 - 개그우먼 함효주
- 6월 21일 - 개그맨 남철
- 7월 10일 - 스포츠인 겸 골퍼 구옥희
- 7월 15일 - 전 야구선수 이장희
- 7월 23일 - 방송 PD 김종학
- 7월 24일 - 전 기업인 최수부
- 7월 26일 - 사회기관단체인 성재기
- 8월 2일 - 탤런트 겸 영화배우 박용식
- 8월 12일 - 전 국회의원 김종률
- 8월 15일 - 연극배우 및 공연제작자 백원길
- 8월 25일 - 전 국회의원 고희선, 개그맨 오성우
- 9월 18일 - 전 기업인 및 사회기관단체인 최필립
- 9월 25일 - 소설가 최인호
- 10월 8일 - 가수 로티플 스카이
- 10월 18일 - 양궁감독 신현종
- 10월 20일 - 가수 및 작곡가 주찬권
- 10월 26일 - PD 장형일
- 11월 22일 - 전 씨름선수 박영배
- 11월 25일 - 한국전쟁과 월남전 참전유공자, 외무공무원 채명신
- 11월 30일 - 국악인 임이조
- 12월 12일 - 가수 김지훈
- 12월 14일 - 참전유공자이자 예비역 중장 백인엽
- 12월 17일 - 사회기관단체인 김동주